# دخان (ساوه)
دخان (ساوه)، روستایی از توابع بخش نوبران شهرستان ساوه در استان مرکزی ایران است.که توسط هادی ابراهیمی دهیار سابق روستا توسعه داده شد و پیشرفت کرد.

## جمعیت
این روستا در دهستان بیات قرار دارد و براساس سرشماری مرکز آمار ایران در سال ۱۳۸۵، جمعیت آن ۳۰۴ نفر (۷۸خانوار) بوده‌است.